# Absada
Absada foi sacerdote e mártir cristão do século IV. Nasceu próximo de Benessa, no Egito. Era sacerdote de uma pequena congregação em sua vila. Após a eclosão da Perseguição de Diocleciano, trancou-se em sua casa por segurança. Após alegadamente receber visão de Jesus, voluntariamente apareceu diante da corte e foi enviado a Alexandria, onde foi visitado por Júlio de Acfas Foi sentenciado à morte na fogueira, mas acabou executado por decapitação. Sua execução foi realizada fora da cidade e seu corpo foi sepultado na zona do atual Cairo. É celebrado como santo pela Igreja Católica e sua festa ocorre em 19 de janeiro.